# Recipisă depozitară moldovenească
Recipisă depozitară moldovenească  (RDM) este o valoare mobiliară emisă în baza unei acțiuni sau obligațiuni emise de un emitent străin, care conferă dreptul de a primi dividende și orice alte plăți achitate de emitentul străin în privința acestor acțiuni și obligațiuni, precum și alte drepturi conexe.